# Újezd (kraj ołomuniecki)
Újezd – miejscowość i gmina (obec) w Czechach, w kraju ołomunieckim, w powiecie Ołomuniec. W 2022 roku liczyła 1443 mieszkańców.